# Luka (ime)
Luka je moško osebno ime.

## Izvor imena
Ime Luka izhaja iz latinskega imena Lucas skrajšano iz Lucanus, le to pa iz grškega Loukas(Λουκᾶς) v pomenu »tisti, ki izhaja iz južne italijanske pokrajine Lukanije«. Ime Lucius povezuje tudi z latinsko besedo lux, v rodilniku lucis, v pomenu »svetloba, sijaj«.

## Različice imena
Lukas, Luke, Lukec, Lukaž, Lukež, Lukaš, Luko, Luki

## Tujejezikovne oblike imena
- pri Albancih: Luka
- pri Angležih: Luke
- pri Armencih: Ղուկաս (Ghukas)
- pri Čehih: Lukaš
- pri Fincih: Luukas
- pri Francozih: Luc, Lucas
- pri Grkih: Λουκάς(Loukas)
- pri Hrvatih: Luka, Luko
- pri Ircih: Lúcás
- pri Italijanih: Luca
- pri Madžarih: Lukács
- pri Nemcih: Lukas
- pri Norvežanih: Lukas
- pri Poljakih: Lukasz
- pri Rusih: Лука (Luka)
- pri Slovakih: Lukaš
- pri Srbih: Лука (Luka)
- pri Švedih: Lukas
- pri Turkih: Luka

## Pogostost imena
Po podatkih Statističnega urada Republike Slovenije je bilo na dan 31. decembra 2007 v Sloveniji število moških oseb z imenom Luka: 9.463. Med vsemi moškimi imeni pa je ime Luka po pogostosti uporabe uvrščeno na 22. mesto.

## Osebni praznik
V koledarju je ime Luka zapisano: 22. aprila (Luka, mučenec) in 18. oktobra (Luka, evangelist).

## Priimki nastali iz imena
Uveljavljenost imena Luka na Slovenskem dokazujejo številni priimki, ki so nastali iz njega: Lukač, Lukan, Lukas, Lukek, Lukež, Lukič, Lukman, Lukovšek, Lukša, Lukšič in drugi.

## Zanimivosti
- V Sloveniji so štiri cerkve sv. Luke. Znana je predvsem gotska cerkev iz 16. stol. v Spodnjih Praprečah.
- Po imenu Luka so nastala tudi nekatera imena naselij npr.: Lukačevci, Lukanja, Lukavci, Lukovica pri Brezovici, Lukovica pri Domžalah.
- Iz nove zaveze je znan sveti Luka, apostol in evangelist (god 18. oktobra). Bil je spremljevalec |svetega Pavla in je napisal 3. evangelij in Apostolska dela. Njegov simbol je vol, s katerim je tudi upodobljen.